# 2017年のオールスターゲーム (日本プロ野球)
2017年のオールスターゲームは、2017年7月に行われた日本プロ野球のオールスターゲーム。

## 概要
2017年はマイナビの特別協賛により、「マイナビオールスターゲーム2017」として開催された。
今ゲームも2試合開催され、全試合DH制を採用。

## 日程
- 第1戦　7月14日　ナゴヤドーム　19時00分開始[3]（主管球団:中日ドラゴンズ、2011年第1戦以来6年ぶり4回目）
- 第2戦　7月15日　ZOZOマリンスタジアム　18時00分開始[4]（主管球団:千葉ロッテマリーンズ、2011年第2戦以来6年ぶり5回目）

本年度は第1戦がセ・リーグホーム扱い、一塁側（パ・リーグは三塁側・ビジター扱い）。第2戦がパ・リーグホーム扱い、一塁側（セ・リーグは三塁側・ビジター扱い）。
第2戦は雨天予備日として7月16日（14時00分開始。雨天中止の場合打ち切り）を予定していた。

## アトラクション
- 2試合共通
  - ホームランダービー[6]
- 第1試合のみ
  - 野球殿堂表彰式（開始前） - 出席：伊東勤、星野仙一、平松政次[6]
  - 郷司裕、鈴木美嶺については別途表彰を行った。
- 第2試合のみ
  - 謎の魚登場（5回裏終了後）

## 出場者
| セントラル・リーグ | セントラル・リーグ | セントラル・リーグ | セントラル・リーグ |
| ------------------ | ------------------ | ------------------ | ------------------ |
| 監督               | 緒方孝市           | 広島               |                    |
| コーチ             | 高橋由伸           | 巨人               |                    |
| コーチ             | ラミレス           | DeNA               |                    |
| 先発投手           | 菅野智之※          | 巨人               | 5                  |
| 中継投手           | マテオ             | 阪神               | 初                 |
| 抑え投手           | 山﨑康晃           | DeNA               | 3                  |
| 投手               | 岡田明丈           | 広島               | 初                 |
| 投手               | 薮田和樹           | 広島               | 初                 |
| 投手               | 田口麗斗           | 巨人               | 初                 |
| 投手               | 濵口遥大           | DeNA               | 初                 |
| 投手               | 井納翔一▲          | DeNA               | 3                  |
| 投手               | 秋山拓巳           | 阪神               | 初                 |
| 投手               | 小川泰弘           | ヤクルト           | 2                  |
| 投手               | 又吉克樹           | 中日               | 初                 |
| 投手               | バルデス           | 中日               | 初                 |
| 捕手               | 梅野隆太郎         | 阪神               | 初                 |
| 捕手               | 小林誠司※          | 巨人               | 初                 |
| 捕手               | 戸柱恭孝           | DeNA               | 2                  |
| 一塁手             | 新井貴浩           | 広島               | 8                  |
| 一塁手             | 阿部慎之助※        | 巨人               | 13                 |
| 二塁手             | 菊池涼介※          | 広島               | 4                  |
| 三塁手             | 鳥谷敬             | 阪神               | 7                  |
| 三塁手             | マギー※            | 巨人               | 初                 |
| 遊撃手             | 坂本勇人※          | 巨人               | 9                  |
| 内野手             | 田中広輔           | 広島               | 2                  |
| 内野手             | 宮﨑敏郎           | DeNA               | 初                 |
| 内野手             | ゲレーロ           | 中日               | 初                 |
| 外野手             | 鈴木誠也※          | 広島               | 2                  |
| 外野手             | 糸井嘉男※          | 阪神               | 9                  |
| 外野手             | 筒香嘉智※          | DeNA               | 3                  |
| 外野手             | 丸佳浩             | 広島               | 5                  |
| 外野手             | 大島洋平           | 中日               | 4                  |

| パシフィック・リーグ | パシフィック・リーグ | パシフィック・リーグ | パシフィック・リーグ |
| -------------------- | -------------------- | -------------------- | -------------------- |
| 監督                 | 栗山英樹             | 日本ハム             |                      |
| コーチ               | 工藤公康             | ソフトバンク         |                      |
| コーチ               | 伊東勤               | ロッテ               |                      |
| 先発投手             | 千賀滉大             | ソフトバンク         | 2                    |
| 中継投手             | 牧田和久             | 西武                 | 4                    |
| 抑え投手             | 松井裕樹             | 楽天                 | 2                    |
| 投手                 | 則本昂大※            | 楽天                 | 3                    |
| 投手                 | 谷元圭介             | 日本ハム             | 初                   |
| 投手                 | 二木康太             | ロッテ               | 初                   |
| 投手                 | 菊池雄星             | 西武                 | 2                    |
| 投手                 | 美馬学               | 楽天                 | 初                   |
| 投手                 | 山岡泰輔             | オリックス           | 初                   |
| 投手                 | 金子千尋             | オリックス           | 3                    |
| 投手                 | 黒木優太             | オリックス           | 初                   |
| 捕手                 | 嶋基宏※              | 楽天                 | 8                    |
| 捕手                 | 田村龍弘             | ロッテ               | 2                    |
| 一塁手               | 中田翔               | 日本ハム             | 7                    |
| 一塁手               | 内川聖一※            | ソフトバンク         | 6                    |
| 二塁手               | 浅村栄斗※            | 西武                 | 5                    |
| 三塁手               | 松田宣浩※            | ソフトバンク         | 7(1)                 |
| 遊撃手               | 今宮健太             | ソフトバンク         | 4                    |
| 遊撃手               | 茂木栄五郎※          | 楽天                 | 初                   |
| 内野手               | レアード             | 日本ハム             | 2                    |
| 内野手               | 鈴木大地             | ロッテ               | 4                    |
| 内野手               | 源田壮亮▲            | 西武                 | 初                   |
| 外野手               | 柳田悠岐※            | ソフトバンク         | 4                    |
| 外野手               | 秋山翔吾※            | 西武                 | 3                    |
| 外野手               | 上林誠知             | ソフトバンク         | 初                   |
| 外野手               | 近藤健介※            | 日本ハム             | 初                   |
| 外野手               | 西川遥輝▲            | 日本ハム             | 初                   |
| 外野手               | T-岡田               | オリックス           | 3                    |
| 指名打者             | 大谷翔平             | 日本ハム             | 5                    |
| 指名打者             | デスパイネ※          | ソフトバンク         | 初                   |

- 太字はファン投票による出場、※印は選手間投票による出場、▲は出場辞退選手発生による補充選手、他は監督推薦による出場。
- 数字は選抜回数。カッコ内数字は上記回数中故障等のため不出場の回数。

1. ↑  左肩機能不全のため出場辞退。代わりに井納を選出[7]。
2. ↑  右肘尺骨肘頭、上腕骨滑車骨挫傷のため出場辞退。代わりに源田を選出[8]。これに伴い、源田はフレッシュオールスターの出場を辞退。
3. ↑  腰椎間板ヘルニアのため出場辞退。代わりに西川を選出[9]。

なお、辞退選手は野球協約86条により球宴終了後の後半戦開始から10試合、選手登録が出来ない。
（出典:）

## 試合結果
| 試合  | 日付    | ビジター球団（先攻） | スコア | ホーム球団（後攻） | MVP        | 開催球場             |
| ----- | ------- | -------------------- | ------ | ------------------ | ---------- | -------------------- |
| 第1戦 | 7月14日 | パ・リーグ           | 6 - 2  | セ・リーグ         | 内川聖一   | ナゴヤドーム         |
| 第2戦 | 7月15日 | セ・リーグ           | 1 - 3  | パ・リーグ         | デスパイネ | ZOZOマリンスタジアム |

### 第1戦

#### スコア
|              | 1 | 2 | 3 | 4 | 5 | 6 | 7 | 8 | 9 | R | H | E |
| ------------ | - | - | - | - | - | - | - | - | - | - | - | - |
| パシフィック | 1 | 0 | 0 | 0 | 0 | 0 | 1 | 3 | 1 | 6 | 9 | 0 |
| セントラル   | 0 | 0 | 0 | 1 | 0 | 1 | 0 | 0 | 0 | 2 | 6 | 0 |

1. パ：千賀、菊池、谷元、○山岡、牧田、松井裕 - 嶋、田村
2. セ：バルデス、田口、岡田、又吉、●マテオ、山崎康 - 梅野、戸柱
3. 勝利：山岡
4. 敗戦：マテオ
5. 本塁打
パ：秋山1号（初回先頭打者ソロ・バルデス）、西川1号（2ラン・マテオ）、中田1号（ソロ・山崎康）
セ：筒香1号（ソロ・菊池）
6. 審判
［球審］深谷
［塁審］坂井（1B）、真鍋（2B）、牧田（3B）
［外審］橋本（LL）、村山（RL）
7. 観客動員数：36,111人 試合時間：2時間25分[11]

#### 先発オーダー
| パシフィック | パシフィック | パシフィック |
| 打順         | 守備         | 選手         |
| ------------ | ------------ | ------------ |
| 1            | [右]         | 秋山翔吾     |
| 2            | [二]         | 浅村栄斗     |
| 3            | [指]         | 大谷翔平     |
| 4            | [中]         | 柳田悠岐     |
| 5            | [三]         | 松田宣浩     |
| 6            | [一]         | 中田翔       |
| 7            | [左]         | 上林誠知     |
| 8            | [捕]         | 嶋基宏       |
| 9            | [遊]         | 今宮健太     |
|              | [投]         | 千賀滉大     |

| セントラル | セントラル | セントラル |
| 打順       | 守備       | 選手       |
| ---------- | ---------- | ---------- |
| 1          | [中]       | 糸井嘉男   |
| 2          | [三]       | 鳥谷敬     |
| 3          | [遊]       | 坂本勇人   |
| 4          | [左]       | 筒香嘉智   |
| 5          | [指]       | ゲレーロ   |
| 6          | [右]       | 鈴木誠也   |
| 7          | [一]       | 新井貴浩   |
| 8          | [捕]       | 梅野隆太郎 |
| 9          | [二]       | 菊池涼介   |
|            | [投]       | バルデス   |

先発はセ・リーグはオールスターに最年長での初選出となった中日のバルデス、パ・リーグは地元愛知県蒲郡市出身で、史上初めての育成出身者のソフトバンクの千賀。パ・リーグは初回に西武の秋山がレフトへの先頭打者本塁打で先制する。セ・リーグは4回裏にDeNAの筒香のソロ本塁打で同点に追いつき、6回裏には2死2塁のチャンスで中日のゲレーロの適時2塁打で勝ち越した。7回表にパ・リーグは2死一二塁のチャンスで代打・ソフトバンクのデスパイネが適時打を放ち同点に追いつく。8回表にはソフトバンクの内川の適時打で勝ち越すと、日本ハムの西川がライト5階席に飛び込む特大の2ラン本塁打で3点を追加した。セ・リーグは9回に「ヤスアキジャンプ」が流れる中、DeNAの山崎康が登板する。するとパ・リーグはこの回先頭の日本ハムの中田が自身オールスター初となるセンターへのソロ本塁打を放ちリードを4点に広げた。そしてその裏にパ・リーグは楽天の松井裕樹が登板するとセ・リーグを3者凡退に抑えゲームセット。パ・リーグは2014年の第2戦以来3年ぶりに勝利を挙げ連敗を3で止めた。セ・リーグは3年ぶりの黒星。

#### 表彰選手
MVP
- 内川聖一(ソフトバンク)
8回にマテオから勝ち越し適時打を放つなど2打数2安打の活躍。ソフトバンクの野手による受賞は2014年第2戦での柳田悠岐以来3年ぶりだが、内川自身は2013年第3戦以来4年ぶり2度目。

敢闘選手賞
- 秋山翔吾(西武)
1回にバルデスから先頭打者ホームランを放つ。
- 西川遥輝(日本ハム)
8回にマテオから2ランホームランを放つ。
- 筒香嘉智(DeNA)
4回に菊池雄から同点ソロホームランを放つ。

### 第2戦

#### スコア
|              | 1 | 2 | 3 | 4 | 5 | 6 | 7 | 8 | 9 | R | H | E |
| ------------ | - | - | - | - | - | - | - | - | - | - | - | - |
| セントラル   | 0 | 0 | 1 | 0 | 0 | 0 | 0 | 0 | 0 | 1 | 4 | 0 |
| パシフィック | 0 | 0 | 0 | 1 | 1 | 0 | 1 | 0 | X | 3 | 9 | 0 |

1. セ：菅野、秋山、●井納、小川、薮田 - 小林、梅野
2. パ：則本、金子、○美馬、二木、黒木、S谷元 - 田村、嶋
3. 勝利：美馬
4. セーブ：谷元
5. 敗戦：井納
6. 本塁打
セ：小林1号(ソロ・金子)
パ：デスパイネ1号(ソロ・秋山)、鈴木大地1号(ソロ・小川)
7. 審判
［球審］村山
［塁審］橋本（1B）、牧田（2B）、真鍋（3B）
［外審］坂井（LL）、深谷（RL）
8. 観客動員数：26,407人 試合時間：2時間21分[12]

#### 先発オーダー
| セントラル | セントラル | セントラル |
| 打順       | 守備       | 選手       |
| ---------- | ---------- | ---------- |
| 1          | [右]       | 糸井嘉男   |
| 2          | [中]       | 丸佳浩     |
| 3          | [三]       | マギー     |
| 4          | [指]       | 筒香嘉智   |
| 5          | [一]       | 阿部慎之助 |
| 6          | [左]       | ゲレーロ   |
| 7          | [二]       | 宮崎敏郎   |
| 8          | [遊]       | 田中広輔   |
| 9          | [捕]       | 小林誠司   |
|            | [投]       | 菅野智之   |

| パシフィック | パシフィック | パシフィック |
| 打順         | 守備         | 選手         |
| ------------ | ------------ | ------------ |
| 1            | [右]         | 秋山翔吾     |
| 2            | [中]         | 柳田悠岐     |
| 3            | [一]         | 内川聖一     |
| 4            | [指]         | デスパイネ   |
| 5            | [三]         | レアード     |
| 6            | [左]         | T-岡田       |
| 7            | [二]         | 鈴木大地     |
| 8            | [捕]         | 田村龍弘     |
| 9            | [遊]         | 源田壮亮     |
|              | [投]         | 則本昂大     |

パ・リーグは則本、セ・リーグは菅野の先発。則本は2回3奪三振のパーフェクトピッチング。対する菅野は糸井のミスによる安打などでピンチを迎えながらも、レアードを三振に仕留めるなどこちらも無失点。3回、シーズン本塁打0の小林が則本から代わった金子千尋からレフトへのソロ本塁打を放ちセ・リーグが先制。しかしパ・リーグは4回、菅野から代わった初出場の秋山拓巳からデスパイネが同点ソロホームラン。美馬が4回と5回をパーフェクトの後、さらにセ・リーグ3番手井納から秋山がタイムリーで勝ち越し、さらに7回に鈴木大地が4番手小川からソロを放ちダメ押し。セリーグ5番手薮田は無失点、パリーグは美馬から初出場の二木、黒木を挟んで最後は谷元がランナーを許しながらも後を絶ち、パリーグ2連勝。パリーグ2戦全勝、並びにセリーグ2戦全敗は2004年（平成16年）以来13年ぶりだった。
オールスター終了後、谷元圭介が金銭トレードで中日ドラゴンズに移籍するという異例の事態が起こった。

#### 表彰選手
MVP
- デスパイネ(ソフトバンク)
4回に秋山から同点ホームランを放つなど3安打の大活躍。前日の内川に続いて同一球団からのMVP選出となった。このケースは1991年のヤクルト（第1戦：古田敦也、第2戦：広沢克己）、1995年の巨人（第1戦：落合博満、第2戦：松井秀喜）に次いで3例目。

敢闘選手賞
- 秋山翔吾(西武)
5回に勝ち越し適時打を放つなど3安打の活躍。秋山は2戦連続の敢闘賞である。これは2014年の陽岱鋼(当時日本ハム)以来。
- 鈴木大地(ロッテ)
7回に小川からソロホームランを放つ。
- 小林誠司(巨人)
3回に金子から全セ唯一の得点となる先制ソロホームランを放つ。初球打ちでの初打席ホームランは、1970年第1戦での有藤道世（ロッテ）以来47年ぶり2人目。

マイナビ賞+日産ノート e-POWER賞
- 西川遥輝(日本ハム)
第1戦の8回、マテオから2ランホームランを放つなど活躍。日本ハムの選手の受賞は2014年の陽岱鋼(現・巨人)以来通算4人目。

## テレビ中継
- 第1戦
  - テレビ朝日（EX）≪テレビ朝日系列≫
    - 放送時間：19:04 - 21:51（延長なし。一部地域除き、19:00 - 19:04に直前情報も別途放送）

  - BS朝日
    - 放送時間：17:55 - 19:00（トップ中継＝ホームランダービー）
      - リレー中継を行う必要があった場合には、21:51 - 22:00（延長の場合あり）に放送枠の設定があった。
- 第2戦
  - テレビ朝日（EX）≪テレビ朝日系列≫
    - 放送時間：18:00 - 20:54（延長なし）

  - BS朝日
    - 放送時間：16:55 - 18:00（トップ中継＝ホームランダービー）、20:54 - 21:00（リレー中継、延長の場合あり）

## ラジオ中継
- 第1戦
  - CBCラジオ≪JRN…TBS・HBC・MBS・RKB他≫
  - 東海ラジオ（SF）≪NRN…LF・STV・TBC・ABC・RCC・KBC他≫
  - 文化放送（QR）≪関東広域圏ローカル≫

- 第2戦
  - JRN系列への裏送り≪JRN…HBC・CBC・RKB　制作：TBS≫
  - 文化放送（QR）≪NRN…STV・SF・ABC・RCC・KBC他≫
  - ニッポン放送（LF）≪MBSとの2局ネット≫
  - TBSラジオ、JRNとしてのオールスターゲームの中継は、この年が最後となった。

## インターネット配信
- 第1戦
  - AbemaTV（AbemaGOLDチャンネル）
    - 配信時間 : 17:55 - 23:00（延長の場合は、Sportliveチャンネルで継続配信）

- 第2戦
  - AbemaTV（AbemaGOLDチャンネル）
    - 配信時間 : 16:55 - 22:00（延長の場合は、Sportliveチャンネルで継続配信）